# Elecciones presidenciales de Uruguay de 1915
Las elecciones presidenciales de 1915 fueron las penúltimas elecciones presidenciales celebradas bajo la constitución de 1830 en el Estado Oriental del Uruguay. Estas se realizaron el 1 de marzo de 1915 para elegir al presidente de la república en el período comprendido entre el 1 de marzo de 1915 al 1 de marzo de 1919.
Esta elección se realizó bajo las normas de la constitución de 1830, la cual establecía que el presidente de la república sería elegido mediante votación nominal por todos los miembros de la Asamblea General en una sesión permanente realizada el 1 de marzo, requiriéndose una pluralidad absoluta para ser investido en el cargo.

## Sistema Electoral
El sufragio solo lo ejercían los miembros de la asamblea general. El voto no era secreto, ya que los Diputados y Senadores tenían que firmar su balota.

## Resultados
| Candidato           | Partido             | Votos | %      |
| ------------------- | ------------------- | ----- | ------ |
| Feliciano Viera     | Partido Colorado    | 78    | 100.00 |
| Ausentes/No votaron | Ausentes/No votaron | 36    | -      |
| Total               | Total               | 114   | 100.00 |
| Fuente:             |                     |       |        |

## Consecuencias
Si bien Viera fue electo presidente con el respaldo de José Batlle y Ordóñez, estos se terminarían alejando políticamente tras las elecciones de 1916; ya que la derrota colegialista en estas elecciones provocaría el surgimiento del llamado "Alto de Viera"; en el cual Viera puso un freno a las reformas impulsadas durante los gobiernos de Batlle; para así tratar de buscar una conciliación entre el capital y el obrero.